# آندریاس ویلسون
آندریاس ویلسون (انگلیسی: Andreas Wilson؛ زادهٔ ۷ مارس ۱۹۸۱) هنرپیشه اهل سوئد است. وی از سال ۲۰۰۳ میلادی تاکنون مشغول فعالیت بوده است.
از فیلم‌هایی که وی در آن نقش داشته است می‌توان به شیطان و جانوران اشاره کرد.